# Jan Dzierżon

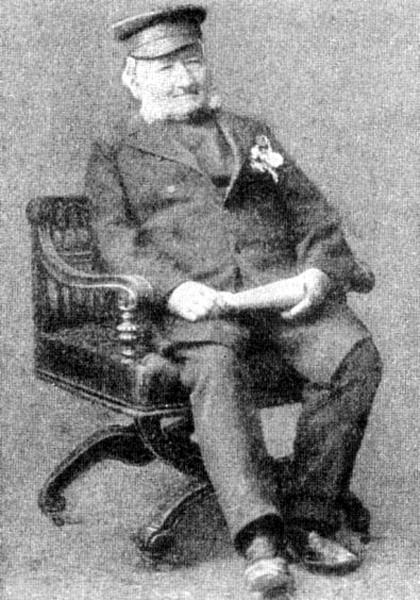
Johann Dzierżn.

Mossèn Jan Dzierżon (16 de gener de 1811, Łowkowice - 26 d'octubre de 1906, Łowkowice) fou un apicultor, sacerdot, inventor i apidologista polonès, famós pel seu descobriment de la partenogènesi en les abelles, i per dissenyar un rusc de quadres o marcs mòbils, que va permetre fer el pas d'una apicultura fixa a una de mòbil.

## Biografia
Dzierżon va néixer al si d'una antiga família polonesa de Łowkowice, prop de Kluczbork, Silèsia, aleshores Prússia. Va ser el segon dels tres fills de Simon i Marie, nascuts a Jantos. El nom del seu besavi, Jerzy Dzierżon (1717-1800) ja figurava a la crònica antiga de Łowkowice.
Fins als deu anys va estudiar a l'escola pública de Łowkowice abans d'estudiar a Byczyna. El 1822 es trasllada a Wrocław per estudiar a l'institut. En surt el 1830 el millor de la promoció. Aleshores comença els estudis de teologia a la Universitat de Wrocław, a més d'estudis de matemàtiques, astronomia i història.
Diplomat per la facultat de teologia catòlica de la Universitat de Wrocław, és ordenat sacerdot el 1834 i esdevé vicari a l'Stare Siołkowice abans d'obtenir una cúria el 1835, la de la parròquia de Karłowice, a la Baixa Silèsia. Alhora segueix fent investigacions sobre la vida de les abelles i crea un cercle d'apicultura a Silèsia, petita fundació que més endavant esdevingué la Societat d'Apicultura. El 1868 finalment deixa el càrrec de capellà.
El 18 de juliol de 1870 el Concili Vaticà I anuncia, entre d'altres, el dogma de la infal·libilitat pontifical, sosté el concepte de revelació en el domini científic i s'oposa als conceptes de panteisme, de materialisme i de racionalisme. Dzierżon no dissimula pas la seva oposició al nou dogma. Quan l'Església Catòlica demana a cada capellà que signi un compromís personal de lleialtat envers les disposicions del Vaticà, ell denuncia en una columna del Diari de Silèsia el nou dogma. Això li suposa l'excomunió, pronunciada el 30 d'octubre de 1873.
Exclòs de l'Església Catòlica Romana, Dzierżon ha de malviure a Karlsmark. El 1874 decideix de tornar a casa, a Łowkowice. És aquí on seguirà a partir d'ençà els seus treballs científics sobre la vida de les abelles. A partir de 1885 viu amb el seu germà en una petita casa duent una vida d'ermità tot i que fou reconegut per la comunitat científica mundial. El 1906 mor amb 96 anys i és enterrat al cementiri de Łowkowice i la casa on va viure els últims anys ha estat reconstruïda en museu en honor seu.